# 서양 근대 연극
유럽의 근대극은 18세기 중엽 이후 19세기에 걸쳐 산업혁명이 진행되고 자본주의가 차차 진전하는 과정에서 신흥 시민계급이 세력을 얻고 근대 시민사회를 형성하는 시기에 태어난 시민극(市民劇)에서 그 단서를 볼 수 있다.
그때까지의 고전주의 연극에서는 '비극'에서 영웅·왕후·귀족 들의 불행이나 비참한 사건을 다루고 '희극'에서는 인간의 어리석음이나 악덕을 그 대상으로 삼아 왔으나, 이윽고 지금까지의 고전주의 연극의 규범에 의한 '비극'도 아니고 또한 '희극'도 아닌 중간적인 장르, 다시 말하면 그때까지는 희극의 대상밖에 되지 않았던 일반 서민·평범한 사람의 생활을 성실하게 다룬 '시민극'이 태어나게 된다.
넓은 뜻에서의 근대연극은 19세기 후반부터의 사실주의 연극, 19세기 말엽부터 20세기 초두에 걸쳐서의 이른바 '근대극' 운동의 시기를 포괄적으로 포함하고 있다. 그러나 흔히 '근대극'이라고 불리는 것은 19세기 말엽부터 20세기 초두에 걸쳐 프랑스에서 일어났으며 이윽고 유럽 각국에 파급되어 갔던 자유극장 운동을 중심으로 한 고도의 예술적 내용을 지향하는 연극 혁신운동을 가리킨다.

## 근대극의 특징
이 연극 혁신운동은
1. 해체기로 향하는 근대 시민사회에 내포되는 온갖 문제를 소재로 하고, 그것을 현실주의적인 입장에서 사실적으로 표현하려는 자연주의 연극 확립의 방향을 지니면서,
2. 당시의 극계 인습을 타파하고 희곡을 연극의 기초로 삼아 연출자에 의한 통일 있는 무대를 형상화하려는 예술순화운동의 양상을 띠고,
3. 당시 지배적이었던 연극의 기업화·상품화에 의한 영리주의적인 경향에 대립하여 반(反) 상업주의적 입장에 서고,
4. 또한 대(大)극장주의에 대해 회원제도에 의한 소극장주의의 형태를 취했다. 이와 같은 기본적 성격과 내용을 지니는 근대정신을 반영시킨 연극혁신운동을 흔히 근대극 운동이라고 부른다.

## 배경: 연극의 상품화
19세기 연극의 주요한 특징으로서 자유방임 정책이 적용되어 연극 흥행의 면허제도가 폐지되었으며, 차차 연극이 기업화되어, 상업극장이 융성해짐으로써 '연극의 상품화'라는 현상이 유럽각국에 현저해졌음을 들 수 있다.

### 연극 흥행의 면허 철폐
영국에서는 두를리 레인 극장과 코벤트 가든 극장의 두 극장이 면허 독점의 대극장이었으며 본격적인 희곡의 상연을 허락받고 있었으나, 1843년에 흥행독점 철폐 법안이 의회를 통과한 이후 음악희극 등을 상연하고 있던 소극장의 활동도 자유로워졌으며, 극장 수도 차차 증가했다.
프랑스에서는 대혁명으로 한때 흥행이 자유로워졌으며 나폴레옹 1세가 테아트르 프랑세즈를 관영극장으로서 보호했고, 파리에서는 4개 극장에 한정시켜 독점권을 주었다. 후에 나폴레옹 3세 시대에 들어와, 1864년에 겨우 연극흥행의 자유를 얻기에 이르렀다.
독일에서는 각지의 영주가 극장을 갖고 그곳에서 이탈리아 오페라나 프랑스 희극 등이 상연되고 있었다. 옛날에는 바이마르 궁정극장(宮廷劇場)에서의 괴테처럼 뛰어난 지도자에 의해 효과를 올려 온 곳도 있었으나 이러한 궁정극장의 대부분은 영주의 개인적 취미에 지배되고 있었다. 1869년에 북독일연방에서 연극흥행의 자유가 인정되고 이윽고 독일 전토에 걸쳐 상업극장이 활기를 띠기 시작했다.

### 상업극장의 증가
유럽 각국에서의 연극흥행의 면허 철폐와 자유화에 의해 각국에 상업극장이 급격한 증가를 보였음은 자본주의의 진전에 따르는 필연적인 결과였으나, 한편 경제적인 효율을 높이기 위해 객석이 많이 차지하는 대극장을 건설하게 되었으며, 그와 함께 연극의 전문지식을 갖지 못한 극장 지배인이나 기술이 없는 아마추어 출신의 배우들이 많이 배출되게 되었다.

### 수석배우 제도와 스타 시스템
연극의 기업화·상품화에 따라 관객에게 영합한 저속한 연극이 제공되고 또한 수석배우 제도(액터 매니저 시스템)가 확립됐다. 이윽고 배우장(俳優長)을 중심으로 한 스타의 인기에 중점을 두는 연극을 상연하게 되어 특정 스타의 배역만을 강조한 스타 중심주의(스타 시스템)가 횡행했다. 수석 배우는 자기 매력을 과시하기 위해 희곡을 멋대로 고쳐 쓰고 연극의 내용과 관계없이 자기 중심의 produzido 
Qqd 연출을 하거나 과장된 연기로 관객의 눈을 끌려고 했다. 19세기 중엽부터는 이탈리아의 그랜드 오페라의 영향도 받아 장치나 의상은 차차 화려해지고 연출방법도 고정화·형해화(形骸化)하여 예술적인 내용이 없는 흥미 위주의 연극이 유행하게 됐다.
수석배우 제도와 스타 시스템에 의한 상업극장의 융성은 한편으론 투기적인 불안정을 항상 지녀, 흥행적인 안정성을 확보하기 위해 하나의 무대가 크게 히트하면 그것을 되도록 장기흥행하려는 롱런 시스템(long-run system)이 생겨났으며, 이익을 보증하는 것, 즉 레퍼토리도 통속성을 노리는 천박하고 안이한 각본으로 이루어지고, 배우도 타성에 젖어 상업연극은 차차 질적 저하를 초래하며 비속화하지 않을 수 없게 되었다. 그리고 이러한 경향은 상업극장뿐만 아니라 궁정극장이나 국립극장에까지 미쳤다.
이와 같은 연극의 상업화에 수반하여 생겨난 여러 가지 폐단과 타락에 도전하여 인습을 타파하고 새롭고 자유로운 표현을 추구하는 연극 혁신운동이 곧 19세기 말에 일어난 유럽의 근대극운동이었다.

### 웰 메이드 플레이의 성행
19세기 연극에서 압도적인 세력을 지녔던 상업극장에서 연극의 상품화와 결부되어 자주 상연되었던 것이 소위 '잘 만들어진 연극(well-made play)'이었다. 대표적인 작가는 프랑스의 외젠 스크리브로서 50년 동안의 극작생활에서 400여 편이나 되는 방대한 양의 각본을 썼으며, 사상적으로 새로운 맛은 없고 대부분 형식적인 인물의 구성과 교묘하게 엮어진 극 편성, 재치가 흐르는 대화 등의 잔재주가 능숙한 각본이었다. 그러나 이것은 19세기 중엽까지의 프랑스 극단에서 큰 성공을 거두었다. 이 경향은 순식간에 유럽 전토로 번졌으며 스크리브 직계의 후계자라고 할 수 있는 빅토리안 사르두나 풍속극을 쓴 에밀 오지에, <춘희(椿姬)>의 작가 뒤마 피스 들에 의해 19세기 후반의 극단도 상투적인 풍속극이 유행하기에 이르렀다.

## 근대극의 성립
이와 같은 '잘 만들어진 연극'의 성행과 스타 시스템에 의한 상업극장의 타락에 대하여 인간의 보다 진실한 모습과 적나라한 생활을 무대에 반영시키려는 움직임이 나타나기 시작했다.
19세기 중엽에는 산업자본의 발달에 수반되는 신흥 부르주아 계급의 성숙과 생물학을 중심으로 하는 자연과학의 발달, 잇단 발견과 발명에 의한 기술의 급속한 진보 등으로 과학정신이 싹트기 시작했고 실증주의적인 견해가 차차 보급되기 시작했다.  콩트의 실증주의 정신은 환경을 중시하는 텐의 과학적인 문학 연구의 방법으로 계승되었고, 생물진화의 사실을 밝힌 찰스 다윈의 <종의 기원>이 1859년에, 클로드 베르나르의 <실험의학 연구 서설>은 1865년에 발표되어 커다란 영향을 주었다.

### 자연주의 연극
이러한 근대정신으로 배양되어 문학 면에서는 플로베르, 졸라, 공쿠르, 도데, 모파상 등 자연주의 작가가 나타나 과학적 실증주의의 입장에서 유전(遺傳)이나 환경에 따라 결정되는 인간의 적나라한 모습을 냉정하게 관찰하고 객관적으로 묘사한 작품이 나타나기 시작했다. 그들은 희곡도 썼으며 그 가운데에서도 에밀 졸라는 자연주의 연극의 창조자가 되었다. 졸라는 소설 <테레즈 라캥>을 각색 상연하여 스스로 그 실험에 힘썼으며, 1881년에는 <연극에서의 자연주의> 2권을 발표했다. 그는 연극이 "현실이라는 테두리 안에서 검토된 인간의 문제"를 다루고 "성격과 환경이 만들어내는 드라마를 추구해야 한다"고 했다. 그리고 선인형(善人型)·악인형(惡人型)의 뚜렷한 유형적 등장인물을 배격하고, 현실 사회에 사는, 과학적으로 분석되고 허위가 없는 인간의 모습을 무대에서 추구했던 것이다. 졸라를 비롯한 프랑스 자연주의 작가의 희곡은 거의 성공하지 못했으나 프랑스에서 자연주의 희곡의 대표작이 된 것은 앙리 베크의 <까마귀떼>(1882)였다.

## 근대 시민비극의 전통
근대 시민사회에서의 절실한 문제를 사실적으로 그린 희곡은 이미 19세기 전반부터 나타나기 시작했었다. 예컨대 독일에서 뷔흐너의 <보이체크>(1836)가 그 선구를 이루었으며 헤벨의 <마리아 막달레나>(1844)나 그 영향을 받은 루트비히(Otto Ludwig, 1813-65)의 <세습 산림 관리인>(1850) 등에서 사실적인 시민비극의 싹을 볼 수 있다. 또 러시아에서는 그리보예도프의 <지혜의 슬픔>(1824)이나 알렉산드르 오스트롭스키의 <뇌우(雷雨)>(1859)가 있다.

## 자연주의 희곡의 확립
시민생활 속에 비극을 정착시킨 사실주의 시민비극의 전통은 노르웨이의 뛰어난 극작가 입센에 의하여 근대극의 가장 유력한 장르로서 확립되었다. 입센은 초기에 노르웨이의 전설이나 역사에서 취재한 낭만주의적인 희곡을 썼으며 스크리브나 헤벨의 기법에서도 영향을 받았으나 <청년동맹>(1869), <사회의 기둥>(1877)을 비롯하여 <인형의 집>(1879), <유령>(1862), <민중의 적> 등에서 지배계급의 부패·타락의 적발, 세속적인 그리스도 교회와의 항쟁, 근대적인 자아의 각성, 인간성의 해방, 남녀 평등사상의 철저, 과학적인 세계관의 확립, 유전(遺傳)의 영향 등 해체기의 시민사회에 내재하는 갖가지 문제를 객관적인 수법으로 날카롭게 묘사했다.
입센과 거의 같은 시기에 활약했던 스웨덴의 작가 스트린드베리도 <아버지>(1887), <영양(令孃)줄리>(1888) 등에서 자연주의 비극의 높은 수준을 제시했으며, <어둠의 힘>(1880)의 톨스토이나 <해가 뜨기 전>(1889), <쓸쓸한 사람들>(1891), <방직공(紡織工)>(1892)의 하우프트만에 의해 자연주의 희곡의 도달점이 제시되었다.

### 근대극의 드라마투르기
이러한 자연주의 희곡에서는 시민이나 노동자를 주인공으로 하면서 그 생활의 현실을 객관적으로 포착하고 희곡의 행위가 전시대(前時代)처럼 살인·복수와 같은 외면적 행동으로서 과장되게 나타나는 것이 아니라 등장인물의 행동, 내면적 행동으로서 리얼하게 표현되었다. 따라서 운문의 사용을 그만두고 보다 사실적으로 하기 위해 산문을 사용하고, 신변의 제재를 흔히 쓰이는 말로 쓰고 자연스럽지 못하다고 여겨지는 독백이나 대사를 추방했다. 또한 입센이 부활시킨, 막이 오를 때에는 이미 사건이 일어나고 그 과거의 사건이 등장인물에 큰 힘을 미치는 리트로스펙티브한 수법(回顧破裂方式)도 근대극의 드라마투르기로서 유력한 것이 되었다.

## 반자연주의 희곡
그러나 입센이나 하우프트만의 희곡이 만년에 이르자 차차 상징적·신비적 경향을 띠어 왔듯이 자연주의의 기계적인 결정론, 과학 만능주의에 반발하여 19세기 말에는 메테를링크를 비롯한 반자연주의 작가들이 출현하게 된다. 환경이나 유전에 의해서 좌우되는 인물들이 만들어내는 드라마가 아니라 인간의 영혼 내부에 드라마의 근원을 탐구하는 시도가 꾀해지는 것이다. 메테를링크나 안드레예프, 스트린드베리의 이른바 <꿈의 희극>에서 그 구체적 예를 볼 수 있다.
또한 세기말의 퇴폐적인 풍조 속에서 슈니츨러나 후고 폰 호프만스탈의 탐미적인 정조극이 태어났다. 입센에 의해서 확립된 근대 희곡은 이러한 신비주의·상징주의·유미주의의 작가들을 포함하여 19세기 말부터 20세기 초엽에 걸쳐서의 유럽 각국의 자유극장 운동과 결부되어 다방면에 걸쳐 다채롭게 꽃피고, 나아가서는 조지 버나드 쇼나 안톤 체호프에 이르러 완성을 보게 되는 것이다.

## 각국의 근대극운동
19세기 후반부터 대두한 새로운 희곡의 출현을 배경으로 그 희곡의 상연을 통하여 새로운 연극혁신운동이 일어났다. 그것은 우선 프랑스에서 생겨났으며, 독일·영국·러시아로 번져 나갔다.

### 프랑스

#### 앙투안의 자유극장
프랑스에서는 당시 가스 회사의 평범한 사원이었던 앙투안에 의해 1887년에 '자유극장(Théâtre Libre)'이 창설되었다. 앙투안은 소년 시절부터 연극에 흥미를 갖고 회사에 근무를 하는 한편 '세르크르 고로와'라는 아마추어 극단에서 배우로서 사실적인 연기의 창조에 노력해 왔다.
그는 졸라 문하의 젊은 작가들과 사귀어 공쿠르나 졸라의 후원을 얻어 당시의 극단 풍조에 불만이 많은 동지들과 함께 '자유극장'의 창설공연을 하여 호평을 얻었다. 레퍼토리는 졸라의 소설을 각색한 <작 다므르> 등 1막물 4개이며 연기자는 상점에 근무하는 노동자나 양장점의 여직공 등 아마추어 배우들이었다. 앙투안은 졸라의 자연주의 연극론과 함께 '생의 단편'을 무대에 실현시켜 '움직임에 의한 생명'의 극보다도 '생명에 의한 움직임'의 극을 지향해야 한다는 장 줄리앙의 연극론에 공명하여, 종래의 과장된 몸짓이나 낭랑하게 읊는 연기술을 거부하고, 자연스러운, 인생의 진실한 모습을 무대에 재현시키려고 노력했다. 무대에서는 관객석 앞에 제4의 벽은 없다 해도 실제로 거기에 있는 것처럼 연기를 하도록 요구하고 '앙투안의 등(背)'이라고 비유된 객석에 등을 돌린 연기도 여기서는 승인되었다. 또한 소도구 등도 무대에 직접 실물을 갖고 나왔으며 의상도 흔히 일상생활에서 쓰는 것을 사용했다. 이처럼 지나친 사실주의, 연극에서의 허구의 현실과 실인생의 현실을 혼동한 점 등으로 차차 매너리즘에 빠졌으나 당시의 침체하고 형식화된 극계에 큰 충격을 주고, 보다 진실한 연극의 실현에 힘쓴 그의 공적은 위대하다.
'자유극장'은 톨스토이의 <어둠의 힘>, 입센의 <유령> <들오리>, 스트린드베리의 <영양 줄리>, 하우프트만의 <방직공> 등의 상연으로 획기적인 성공을 거두었다. 또한 당시의 극단에서는 햇빛을 보지 못했던 자기 나라 신진작가들의 새로운 희곡을 계속해서 상연했음도 경시할 수 없다. 이러한 작가에는 포르토리슈(Georges de Porto-Riche, 1849-1930), 외젠 브뤼(Eugene Brieux, 1858-1932), 프랑수아 드 퀴렐(Fran  ois de Curel, 1854-1928), 조르주 쿠르틀린(Georges Courteline, 1858-1929) 들이 있었다. '자유극장'은 예약회원을 모집하여 그 경제적 기초를 굳히려 했으나 경영은 극히 곤란하여 부채 때문에 1894년에는 앙투안의 손에서 떨어져 나갔으며 1896년에는 마침내 폐장하고 말았다.

#### 폴 포르의 예술극장
1890년에는 시인 폴 포르에 의해 반(反)자유극장의 운동으로 '예술극장'이 태어났으며 메테를링크의 상징극 등이 상연되어 주목을 끌었다. 그러나 예술극장은 또 뤼네포의 손으로 옮겨진 뒤 얼마 후에 활동을 중지했다.

### 독일

#### 마이닝겐 극단
독일에서는 19세기 중엽 이후에 하인리히 라우베나 프란츠 딩겔시타트가 연출을 담당했던 부르크 극장에서 역사적 사실주의 연극에의 길이 열려 있었으나 그것을 구체적으로 실현한 것은 소도시 마이닝겐의 궁정극단으로서, 이는 마이닝겐공(公) 게오르크 2세가 이끄는 '마이닝겐 극단(Die Meiningen)'이었다. 마이닝겐 공은 보덴시테트에게 관리를 맡겼던 궁정극장을 1870년에 스스로 주재하여 연출가 루트비히 크로네크의 조력을 얻어 1874년부터 1890년에 걸친 17년 동안에 독일 국내를 비롯한 유럽각지의 36개 도시에 셰익스피어, 실러, 입센 등의 작품으로 순회공연을 하여 2,694회의 상연을 가졌다.
역사가이며 화가이기도 했던 마이닝겐공(公)은 사극(史劇)을 상연함에 있어서 장치·의상의 사실(史實)을 고증하고 역사적으로 정확한 것을 만들어냈다. 연기도 스타 시스템을 부정, 각자에게 제각기의 역할을 주었으며 특히 군중 장면의 연출에 뛰어났었다. 마이닝겐공이라는 한 사람의 통솔자를 통해 앙상블이 이루어진 무대를 창조했던 것이다. '마이닝겐 극단'이 각국의 젊은 연극인에게 준 영향은 크다고 하겠으며, 앙투안을 비롯하여 아챠, 스타니슬랍스키도 이 극단의 순회공연에 의해 근대극에 대한 깊은 관심을 갖게 되었던 것이다.

#### 오토 브람의 자유무대
독일에서는 1870~1880년에 걸쳐 입센, 뵈른손, 스트린드베리, 톨스토이 등이 소개되면서 겨우 자연주의 연극에의 관심이 높아졌다.
앙투안의 '자유극장'이 와서 공연한 바도 있고 하여 '자유극장'을 모범으로 하여 오토 브람이 중심이 되어 '자유무대'(Freie B  hne)가 창립된 것은 1889년의 일이었다. 창립공연으로는 입센의 <유령>을 상연하고 이어 하우프트만의 처녀 희곡 <해가 뜨기 전>을 다루어 큰 반향을 일으켰다. 하우프트만은 이 상연으로 일약 자연주의 극작가로서의 지위를 확립했으며 또한 <평화제(平和祭)> <쓸쓸한 사람들>이 다루어졌다. 한편 톨스토이, 스트린드베리, 베크 등 외국작가의 근대희극도 소개되어 성공을 거두었다.
회원제도를 취하고 있던 '자유무대'는 1894년에 브람이 '독일극단'을 주재했기 때문에 그 활동은 끝났으나 다음해인 1895년에는 할베의 '친근극장(親近劇場)', 그 다음해에는 브라이프트로이와 알베르티의 '독일무대'가 태어나는 등 독일에서의 근대극운동이 활발해졌다. 또한 독일에서는 예술적으로 뛰어난 내용의 연극을 값싼 입장료로 대중에게 제공하는 관객조직 '민중무대(Volksb hne)'의 운동이 일어났으며 1890년에는 빌레 박사에 의해 '자유 민중무대'가 설립되었다. 이러한 운동들은 영리적인 연극 흥행에 대항하는 조직으로서 주목을 끌 만한 것이었다.

### 영국

#### 그라인의 독립극장
영국에서는 1870년대의 초기에 에드먼드 고스나 윌리엄 아처에 의하여 입센이 소개되었으며 또한 대륙에서의 연극 혁신운동이 소개되고 영국에서도 자유극장의 필요성이 절실히 요청되었다. 때마침 그라인은 1891년, 앙투안의 '자유극장'을 모방하여 런던에서 '독립극장'(The Independent Theatre)을 창설, '자유무대'와 같은 <유령>으로 막을 올렸다. 이 창립공연은 찬부 양론이 격렬하게 대립하여 한때 '독립극장'의 존속마저 위험시되었으나 버나드 쇼는 부도덕 작가라는 평가를 받았던 입센을 적극적으로 옹호했다. 쇼의 처녀 희곡 <홀아비 집>은 1893년에 '독립극장'에서 상연되고 그 성과에 자신을 가진 쇼는 이후 <워렌 부인의 직업>, <악마의 제자>, <인간과 초인> 등 잇따라 희곡을 써서 영국 근대 극작가의 제1인자가 되었다. 쇼와 함께 활약했던 작가로는 오스카 와일드, 제임스 매슈 배리, 존 골즈워디 등을 들 수 있다.

#### 무대협회
'독립극장'은 예약회원 제도를 취하기는 했어도 경영은 곤란했으며 1897년에 활동은 정지되었다. 이 '독립극장'의 뜻을 이어받은 것이 휄렌의 제창으로 1899년에 창립된 '무대협회(The Stage Society)'이다. 후에 법인 조직이 되었지만 쇼나 그랜빌=베이커가 참여하여 직업배우의 재교육을 행했으며 레퍼토리 시스템을 채용, 조지 버나드 쇼를 비롯한 자기 나라 작가의 여러 작품이 잇따라 상연되었다.

### 러시아

#### 모스크바 예술극장
러시아에서는 19세기에 그리보예도프, 고골리, 오스트로프스키 등에 의해서 근대 사실극에의 과정이 준비되었으나 1882년에 흥행면허가 철폐되고 연극계는 한때 활발한 상황을 보였다. 1886년에는 톨스토이의 <어둠의 힘>이 나타났으며 이윽고 입센도 소개되어 각국의 자유극장 운동의 영향 아래 차차 새 기운이 높아지기 시작했다. 이러한 가운데에서 스타니슬랍스키와 네미로비치단첸코 등에 의해 '모스크바 예술극장'이 조직된 것은 1898년의 일이었다.
스타니슬랍스키와 네미로비치단첸코는 연기과잉 연극이나 스타 시스템의 폐해, 그릇된 연출이나 안이한 장치 등, 지금까지의 연극계 인습을 철저하게 비판하여 그것을 타파하기 위해 '생활 속에 예술을, 예술 속에 생활을'이란 표어 아래 사실적인 연기로 자기 배역에 충실하려는 배우의 예술을 창조했다. 제1회 공연을 레프 톨스토이의 <황제 표도르>로 장식했으며, 또한 안톤 체호프의 <갈매기>의 압도적인 성공으로 '모스크바 예술극장'과 창작가 체호프는 굳게 맺어졌다. 그 후에도 체호프는 <세 자매>(1901), <벚꽃동산>(1903)을 이 극단에 제공했다. 또한 '모스크바 예술극장'은 <밑바닥>의 작가 고리키도 발견해 냈다.
뛰어난 자기 나라 작가와 결부된 내면적인 연기창조의 방법인 스타니슬랍스키 시스템을 확립시켰으며, 각국의 자유극장 운동 가운데에서 가장 뛰어난 예술적 성과를 올린 것이 '모스크바 예술극장'이라 하겠다.

### 아일랜드

#### 국민연극운동
오랫동안 영국의 지배를 받았던 아일랜드에서는 그 독립운동과도 관련을 지니면서 새로운 국민연극 수립의 운동이 일어났다. 1899년에 예이츠와 그레고리 부인(Lady Gregory, 1852-1932)은 에드워드 마틴, 조지 무어와 함께 '아일랜드 문예극단'(The Irish Literary Theatre)을 창설, 예이츠의 <캐슬린 백작부인>을 상연하여 더블린에 큰 반향을 일으켰다. 3년 후에는 발전적 해산을 하여 1902년에 페이 형제가 예이츠를 회장으로 추대하여 '아일랜드 국민연극협회'를 탄생시켰다. 다음 해의 런던 공연을 계기로 호니만 여사의 자금 제공을 받아 애비 극장(Abbey Theatre)을 재건하고, 이후 '아일랜드 국립극단'이 됐다.
예이츠, 그레고리 부인 외에 민족성이 풍부하고 시정이 넘치는 극시인 싱의 출현으로 아일랜드 국민연극운동은 일약 근대극운동의 독자적인 성격을 형성하기에 이르렀다. 그리고 '아일랜드 극단'에 의한 1910년대의 미국 순회공연은 미국에서의 소극장운동에 신선한 자극을 주기도 했던 것이다.

### 연출의 확립
이렇게 해서 프랑스의 '자유극장'에서 발단한 근대극운동은 짧은 기간 사이에 각국으로 번져갔으며, 희곡 존중의 정신이 중시되고 스타 시스템에 대한 앙상블이 잡힌 무대창조에 유념(留念), 희곡·배우·장치·의상·조명 등 각 분야의 무대에 있어서의 통솔자로서 연출자가 태어났음은 근대극운동의 큰 특징이라고 하겠다. 극장내의 예술적 통솔자로서 독립된 기능을 갖는 '연출의 확립'은 이미 마이닝겐공(公)이나 앙투안, 브람 등에 의하여 그 선구적인 작업이 이루어져 왔던 셈이다. 고든 크레이그(Edward Gordon Craig, 1872-1966), 막스 라인하르트에 의하여 더욱 명확한 무대예술의 창조이념과 연출자의 역할이 인식되게 되었다. 이 밖에도 그랜빌 바커(Harley Granville-Barker, 1877-1946), 스타니슬랍스키, 네미로비치단첸코 등이 연극사에 남긴 역할도 잊을 수 없다. 그리고 극장기구의 개혁이나 기계와 기술의 발달에 따르는 무대설비의 현저한 진보로 연출자의 작업은 더욱 복잡해지고, 근대극장은 무대기구의 구사(驅使)로 극장예술을 더욱 발전시키게 되는 것이다. 이리하여 근대극 운동은 완성되어 이윽고 제1차 세계대전을 경계로 하여 유럽 각국에 선풍처럼 일어나는 현대연극의 다채로운 활동을 준비하는 기반이 되었던 것이다.

## 근대 무대미술가
19세기 후반의 근대극 확립에 따라 무대 예술은 전등의 발명으로 혁명적인 발전을 보인다. 주요한 개혁자는 스위스 태생의 아돌프 아피아(Adolphe Appia, 1862-1928)와 영국인인 에드워드 고든 크레이그(Edward Gordon Craig, 1872-1966)이다.
그때까지의 바그너 악극의 무대장치에 불만을 품은 아피아는 배우의 배경으로서 묘사된 장치가 아니라 함께 효과를 내는 입체적인 장치를 구하고, 필연적으로 요구되는 그림자의 중요성을 강조하는 조명효과를 연구했다. 1899년에 출판된 <음악과 무대미술>에 포함된 아피아의 무대 디자인은 그의 이론을 유감 없이 실현한 것으로서 큰 영향을 주었다. 그 장치는 수평선을 기반으로 하는 단순함을 취지로 하여 상징성을 중시한 것이다.
유명한 영국 여배우 엘렌 테리의 아들로 태어난 크레이그는 처음에 배우로서 출발했으나 이윽고 무대미술로 옮겨 아피아와 대조적인 수직선을 기반으로 한 독창적인 디자이너로서, 20세기 무대장치의 한 방향을 제시했다. 그러나 1912년의 모스크바 예술극장에서 상연된 <햄릿>을 위한 장치처럼 크레이그의 독창성은 자주 실현 불가능성을 드러냈다. 그는 또한 배우보다도 작가·장치가를 겸하는 연출가의 절대권력을 주장하는 연극론을 전개, 라인하르트에 이르러 그 이론의 가장 충실한 실현자를 발견해냈다고 말할 수 있겠다.

## 주요 인물
- 고골리
- 게오르크 뷔흐너
- 프리드리히 헤벨
- 앙리 베크
- 알렉산드르 오스트로프스키
- 레프 톨스토이
- 헨릭 입센
- 아우구스트 스트린드베리
- 오스카 와일드
- 조지 버나드 쇼
- 안톤 체호프
- 게르하르트 하우프트만
- 아르투어 슈니츨러
- 모리스 메테를링크
- 프랑크 베데킨트
- 윌리엄 버틀러 예이츠
- 존 밀링턴 싱
- 막스 라인하르트